# Rio Laranjinha
Der Rio Laranjinha ist ein Fluss im Nordosten des brasilianischen Bundesstaats Paraná. Er entspringt im Munizip Ventania auf 886 m Meereshöhe. Er mündet 137 km nördlich davon zwischen Bandeirantes und Santa Mariana in den Rio das Cinzas. Seine Länge beträgt 350 km.

## Etymologie
Laranjinha ist die Verkleinerungsform von Laranja, bedeutet also Kleine Orange.

## Geografie

### Lage
Das Einzugsgebiet des Rio Laranjinha befindet sich im Oberlauf auf dem Segundo Planalto Paranaense (der Zweiten oder Ponta-Grossa-Hochebene von Paraná). Weiter durchfließt er bis zu seiner Mündung den Terceiro Planalto Paranaense (die Dritte oder Guarapuava-Hochebene von Paraná).

### Verlauf
Seine Quelle liegt im Munizip Ventania auf 886 m Meereshöhe. Der Fluss verläuft in nördlicher Richtung parallel zum Rio das Cinzas, in den er kurz oberhalb von dessen Mündung in den Rio Paranapanema mündet. Er fließt auf der Grenze zwischen den Munizipien Bandeirantes und Santa Mariana von links in den Rio das Cinzas. Er mündet auf 349 m Höhe.
Er ist etwa 350 km lang. Die Entfernung zwischen Ursprung und Mündung beträgt 137 km.

### Munizipien
Der Rio Laranjinha durchquert oder begrenzt die folgenden Munizipien:
- Abatiá
- Arapoti
- Comélio Procópio
- Curiúva
- Figueira
- Ibaiti
- Ribeirão do Pinhal
- Santa Amélia
- Tomasina
- Ventania.